# Dziecięca paplanina
Dziecięca paplanina (duń. Børnesnak) – baśń literacka autorstwa Hansa Christiana Andersena, wydana po raz pierwszy w Kopenhadze w marcu 1859 roku.
Baśń porusza problem pochodzenia z określonej grupy społecznej i jego wpływu na los człowieka. Ubogi chłopiec wyrasta na dumę narodu, jest nim rzeźbiarz Bertel Thorvaldsen.

## Publikacja
Andersenowska baśń literacka Dziecięca paplanina została po raz pierwszy opublikowana 24 marca 1859 roku w Kopenhadze przez wydawnictwo C.A. Reitzel w antologii Nowe baśnie i opowieści. Zbiór trzeci (duń. Nye Eventyr og Historier. Første Række. Tredie Samling. 1859). Autorem ilustracji był Lorenz Frølich. W katalogu dzieł Hansa Christiana Andersena autorstwa B.F. Nielsena baśń opatrzona jest numerem 787. Utwór wznowiono dwukrotnie za życia pisarza: 12. grudnia 1867 roku w zbiorze Femten Eventyr og Historier oraz 10. grudnia 1870 roku w antologii Eventyr og Historier. Tredie Bind.

## Polskie przekłady
Podobnie jak inne baśnie Andersena, utwór był od końca XIX wieku tłumaczony na język polski:
- 1900 – Gadaniny dziecięce: Maria Glotz (tłum.): Czarodziejskie powieści Andersena. T. 1–2. Warszawa. Brak numerów stron w książce
- 1905 – Paplanina: Wanda Młodnicka (tłum.): Wybór bajek Andersena. Lwów. Brak numerów stron w książce
- 1931 – Dziecięca paplanina: Stefania Beylin (tłum.): Baśnie. T. 1–6. Warszawa. Brak numerów stron w książce
- 2006 – Dziecięca paplanina: Bogusława Sochańska (tłum.): Baśnie i opowieści. Tom II 1852–1862. Poznań. s. 278–279. ISBN 978-83-7278-194-9. (z oryginału duńskiego)